# Museu d'Autòmats

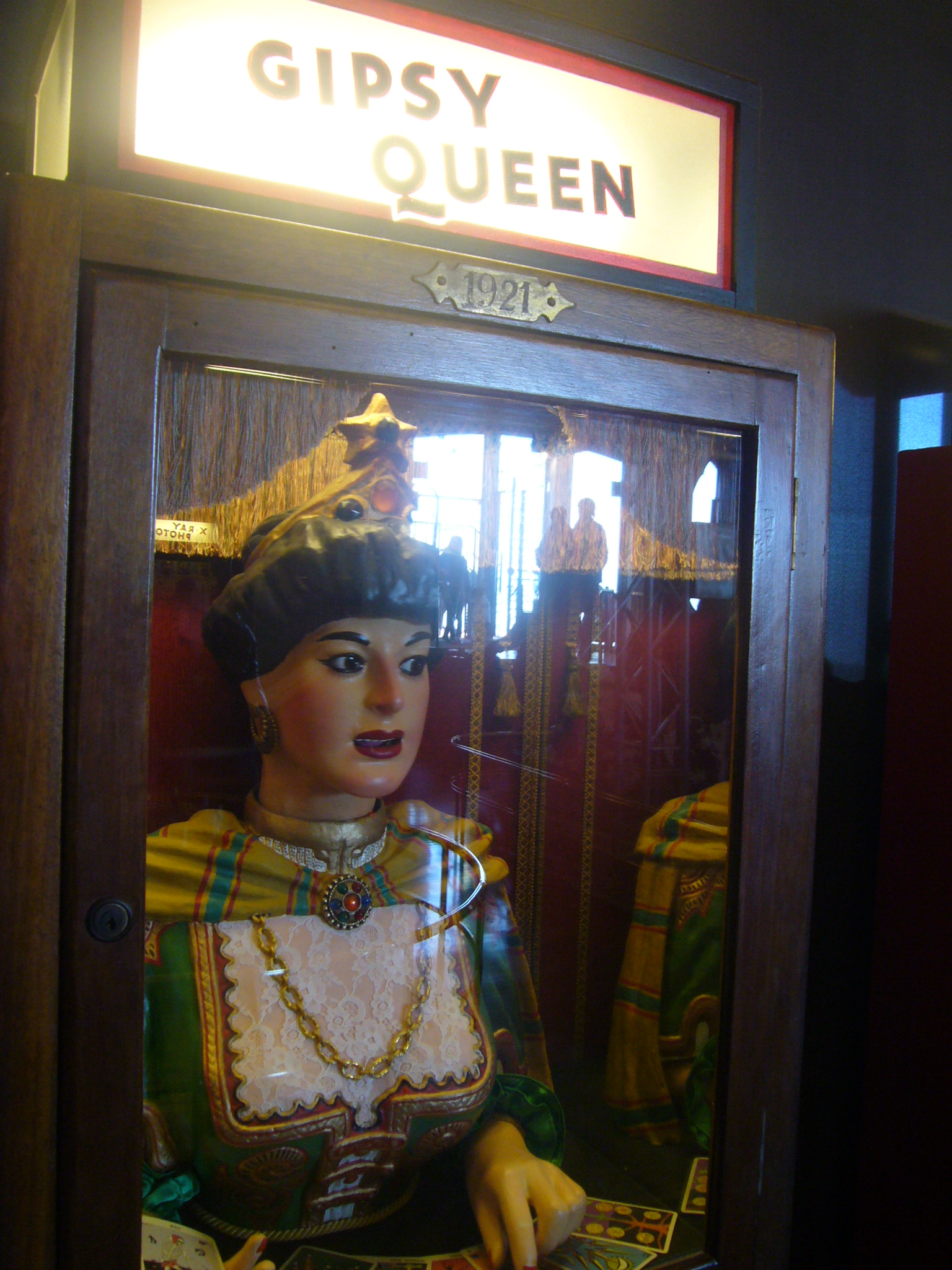
Gipsy Queen - Museu d'Autòmats Tibidabo

El Museu d'Autòmats va ser inaugurat l'any 1982 al Parc d'Atraccions Tibidabo, Barcelona. Els autòmats s'exposen al parc des del 1901 però el museu no es va inaugurar fins a la etapa més moderna del parc. Aquest forma part del catàleg de museus de la ciutat i de la Ruta del Modernisme de Barcelona.
Al seu interior es poden trobar una cinquantena de peces d'arreu del món, la més antiga anomenada El Pallasso Mandolinista datat l'any 1880.
El museu es troba dintre d'un antic teatre del 1909; el museu està catalogat com el més important en aquesta especialitat, ja que és un dels pocs on es poden veure funcionar els autòmats contínuament.
Podem trobar ninots que funcionaven amb monedes, d'arreu d'Europa; altres jocs i joguines mecàniques amb les quals els infants de l'època es distreien. Actualment no es necessita moneda per engegar les joguines, amb un botó es poden posar en funcionament.
La majoria d'autòmats segueixen una temàtica i una estètica relacionada amb el Circ. Però alguns es destaquen per la seva diferència, tant de temàtica com d'estil. Hi ha dues peces que mostren l'execució de persones. Un utilitza el sistema de la guillotina francesa, l'altre utilitza una forca i representa l'execució de Dr. Hawley Harvery Crippen.
L'última adquisició del parc va ser l'autòmata Els germans Gaüs o l'equilibri del món - 2005; d'un disseny i construcció de Lluís Ribas, conservador del museu.
Els últims anys s'han realitzat diferents programes de restauració dels sistemes mecànics originals.
A més a més s'han incorporat al parc uns diorames o maquetes de temàtica amb la del parc d'atraccions. Aquests també funcionen prement un botó.
Destaquen: L'Estació d'esquí (1951) construït al taller del Tibidabo; La muntanya russa d'un parc d'atraccions (obra dels mateixos tallers); una sínia doble amb avions en la seva part superior (Magic Wheels) d'autor desconegut (Representació del parc en miniatura).

## Els Autòmats
Els autòmats són màquines que imiten a éssers o coses que es mouen. En molts casos, els components sonoro-musical acompanya de manera rellevant aquestes criatures mecàniques. Els orígens d'aquests es diu que van començar a l'antic Egipte, però les èpoques de més rellevància van estar entre el s. XVIII i s'estén fins als anys 20.
A Espanya no es coneixen molts museus d'autòmats, al contrari que a altres paÏsos com França que cons de diversos museus especificats en aquest tema (Limoux, La Rochelle, Souillac).
A Catalunya, a part del museu d'autòmats del parc de Tibadabo trobem el museu de joguines i d'autòmats de Verdú a Lleida. De tant en tant es poden trobar, puntualment, autòmats en algunes col·leccions més amplies de joguines, marionetes i elements mecànics dedicats a l'oci.
Destacar que molts especialistes han determinat que a Espanya, el museu del Tibidabo, es dels més importants en la especialitat. Construit al s.XX. Al seu interior consta tant d'autòmats i diorames com també de petits teatres de joguines, molts datats del s.XIX.
Normalment els artistes solien reproduir representacions de circ, trucs de màgia, altres que tocaven peces musicals o recreaven escenes costumbristes. Aquest tipus de temàtiques eren les més populars entre el públic de l'època dels artistes, les temàtiques es repetien constantment en aquests àmbits.
Cert que avui dia aquests autòmats encara segueixen fascinant als espectadors dels museus, amb les seves recreacions d'escenes i espectacles.
Moltes de les peces del museu són de gran complexitat i es creu que van treballar més d'una persona per autòmat. Per la seva creació, es necessita el coneixement de mecànica, electricitat, també d'ebanistería per recrear cert mobles i altres plataformes o vitrines per col·locar els autòmats i les seves peces importants; com també els coneixements d'escultura per moldejar les mans, rostres i cames, i també la coneixença de patronantge i confecció per la realització i disseny dels vestits.

## L'atracció en vers els autòmats
Es important destacar que, encara avui en dia, en el nostre món de imediatesa on, gràcies a la tecnología tot és possible, els autòmats encara són acapaços de fascinar a un públic molt ampli. Tant les generacions que, en certa manera han viscut epoques on es seguien realitzant aquestes criatures mecàniques, com d'altres que mai abans aguessin pogut experimentar ni escoltar sobre la creació d'aquestes particulars joguines.
Sempre s'ha dit que els autòmats estàn envoltats d'un aura de misteri. El seu aspecte es llamatiu i la seva estètica es xocant en comparació amb l'actualitat. Moltes vegades, a primera vista, mai deduixes quina es la acció que realitzaran i això fa augmentar el misteri. Hi ha un cert magnitisme relacionat amb la màgia de l'il.lusionisme.
També hi ha una atracció per la barreja entre art i ciència que s'engloba en un tot. Peces gairabé tocades per l'humanisme, la tècnica transportada a una estètica més humanista i artística que ajuda a la atracció dels espectadors.
L'espai agafa importància i complementa a l'experiència màgica del museu. Un edifici modernista amb finestrals estrets i arrodonits, situat en una de les parts més antigues del parc juntament amb l'atracció de l'avió.